# Changé (Mayenne)
Changé település Franciaországban, Mayenne megyében. Lakosainak száma 6482 fő (2022. január 1.). Changé Saint-Germain-le-Fouilloux, Bonchamp-lès-Laval, Le Genest-Saint-Isle, Laval, Louverné, Saint-Berthevin, Saint-Jean-sur-Mayenne és Saint-Ouën-des-Toits községekkel határos.

## Népesség
A település népességének változása:
| Lakosok száma | 1414 | 2889 | 4323 | 5261 | 5470 | 5764 | 6020 | 6209 | 6313 | 6482 |
|               | 1968 | 1982 | 1990 | 2006 | 2013 | 2015 | 2017 | 2019 | 2020 | 2022 |